# José Fernández Montaña
José Fernández Montaña, más conocido como Padre Montaña (Miudes, Asturias, 1842-Madrid, 1936), fue un sacerdote español, jurista, lingüista, historiador y confesor de la reina María Cristina.

## Biografía
De origen humilde, inició sus estudios eclesiásticos en el Seminario de Oviedo y los terminó en el Seminario de El Escorial. Recibió el orden sacerdotal como presbítero secular en la iglesia de la Virgen de Gracia, parroquia de San Lorenzo de El Escorial.
Fue nombrado Bibliotecario del Real Monasterio escurialense, cesó por motivos políticos. Más concretamente por negarse a jurar la Constitución de 1869, la cual admitía todos los cultos, no declarando la Religión Católica como oficial de España. Finalizó la carrera de Derecho en Madrid, donde estudió simultáneamente Historia y varias filologías. En 1872 entró en la Real Academia de la Historia. En aquel tiempo entabló relaciones con el duque de Montpensier y se le confió la educación del infante don Antonio, hermano de la futura reina Mercedes, al que acompañaría en numerosos viajes. Llamado más tarde por el cardenal Moreno se trasladó a Toledo y desde 1878 fue secretario particular del arzobispo de Toledo. En 1881 entró en polémicas por unos incidentes que hubo en Roma con motivo de la traslación de los restos de Pío IX.
Tras la Restauración borbónica y terminar sus estudios jurídicos, fue nombrado en 1880 canónigo de la Catedral de Toledo, dado que la actual archidiócesis de Madrid en el siglo XIX pertenecía a Toledo. Posteriormente, y gracias a hablar alemán llegó a ser confesor de la reina María Cristina, regente de España de origen austriaco. Tal condición de cercanía a la Casa Real española le llevó a desempeñar el encargo de profesor particular de Alfonso XIII, a pesar de que su padre perteneció al bando de los carlistas. En 1891 fue por un año ministro de Justicia.
Finalmente desde finales del siglo XIX hasta principios del siglo XX fue magistrado del Tribunal de la Rota en Madrid. De ese Tribunal Eclesiástico fue su Presidente durante más de diez años. Se le quiso consagrar como obispo, pero nunca aceptó. Fue segundo deán de la catedral de San Isidro y el Museo de la Almudena conserva una pieza excepcional de su biblioteca, un manuscrito hebreo del Libro de Ester de origen incierto, aunque una reciente edición facsímil estima que procede de Italia y es de fines del siglo XVI.
Fue apartado de sus funciones en palacio a consecuencia de un artículo que publicó en 1900 en El Siglo Futuro atacando el liberalismo y a José Canalejas. De 1896 a ese 1900 había sido maestro de Alfonso XIII, según consta en su expediente del Archivo General de Palacio, en la sección Personal de Empleados, caja 16904-exp. 25.
Desde la década de 1880 y a lo largo de más de cincuenta años, Fernández Montaña escribiría artículos para El Siglo Futuro, órgano del Partido Integrista y, a partir de 1931, de la Comunión Tradicionalista, haciendo popular su pseudónimo «J. Oros». En sus artículos, llegó a definir como «satanismo» a la doctrina liberal.

### Conocimientos y discusiones científicas
Erudito y políglota dominaba sirio, árabe, hebreo, griego, latín, caldeo, arameo, inglés, alemán, italiano, francés y ruso, además, claro, de su lengua vernácula el español. Tal facilidad para los idiomas extranjeros le permitió mantenerse en contacto con la intelectualidad europea de la época y con sus inquietudes científicas, manteniendo discusiones sobre la teoría de la evolución de Charles Darwin, de la cual era un fuerte detractor, por sus profundas convicciones católicas. Consideraba imposible la evolución de las especies animales, teniendo por cierto el creacionismo bíblico.
Como historiador se especializó en defender el reinado de Felipe II de España intentando acabar, o al menos desmitificar, su leyenda negra. También defendió en varias de sus obras los tribunales del Santo Oficio o Inquisición, dando un pormenorizado estudio de sus sentencias y ejecuciones dictadas. Fue benefactor de San Lorenzo de El Escorial, de hecho la actual parroquia de San Lorenzo Mártir, construida en los años 1940 se levanta sobre unos terrenos dados en testamento por el Padre Montaña. 

### Asesinato
Un mes después de estallar la guerra civil española fue apresado. En el diario Milicia popular del 26 de agosto de 1936 se publicaba la siguiente nota: 

También se ha detenido al decano del tribunal de la Rota, José Fernández Montaña, que fué confesor de la madre del ex rey. En su domicilio se encontraron municiones y 50.000 pesetas en alhajas y metálico.

Sería asesinado ese mismo verano en Madrid, a los 94 años de edad.

## Obras
- Nueva Luz y Juicio Verdadero sobre Felipe II Madrid: Imprenta Maroto é Hijos 1882.
- Rasgos Principales Del Cardenal Cisneros, Arzobispo De Toledo, Mas Otros Sobre La Inquisición Con Apéndice Vindicativo De Felipe II Y Las Descalzas Reales De Madrid. Madrid: Imp. Helénica, 1921.
- Felipe II, El Prudente, Y Su Política.  Tipografía del Sagrado Corazón. Sin año (circa 1914).
- Felipe II Calumniado Y Vindicado Sobre Puntos De Hacienda. Con Apéndices De Las Bulas Comprobantes Y Afirmaciones De Tertuliano Contra Protestantes Y Cismáticos Madrid: Hijos de Gregorio del Amo, 1929.
- Ed. de Nueva edición de las obras del beato Juan De Ávila, apóstol de Andalucía. Imprenta de San Francisco de Sales, 1901. 4 vols.; la primera es de 1895.
- La verdad no transige con el error, ni la luz con las tinieblas , 1909
- El Syllabus de Pío IX : con la explicación debida y la defensa científica de la condenación de sus ochenta proposiciones, en otros tantos capítulos, 1905
- El códice albeldense o vigilano que se conserva en El Escorial, 1874
- Más luz de verdad histórica sobre Felipe II El Prudente y su reinado: con documentos inéditos y descripción novísima del Escorial, 1892
- De cómo Felipe II no mandó matar a Escobedo, 1910
- Ed. y trad. de Victor Delaporte, Instituto de María Reparadora, 1893
- Ed. de Lapidario del Rey D. Alfonso X: códice original, 1881.
- Los arquitectos escurialenses Juan de Toledo y Juan de Herrera y el obrero mayor A. Villacastín y sus memorias. Madrid, 1924.
- El Bienaventurado Maestro Juan de Avila y el Santísimo Sacramento.  Madrid, 1911.
- Felipe II el Prudente Rey de España en relación con Arte y artistas con ciencias y sabios. Madrid, 1912.
- Nueva luz y juicio verdadero sobre Felipe II. Madrid, 1882.
- S. M. el rey Don Felipe II y S.A. el Príncipe Don Carlos. Madrid, 1927.
- Vida de la… Madre Vicenta María López Vicuña… fundadora del Instituto de las Hijas de María Inmaculada, para el servicio doméstico. Madrid, 1910.
- Los Covarrubias: familia cristiana, de sabios, amiga de Dios. Madrid, 1935.
- El venerable maestro Juan de Ávila. Madrid, 1889.